# Marek Iglo
Marek Iglo (* 7. Februar 1968) ist ein tschechischer Komponist.
Iglo studierte bis am Prager Konservatorium Klavier bei Eva Boguniova und Komposition bei Ilja Hurník und Bohumil Řehoř. Er komponierte überwiegend Unterrichtswerke für Kinder, so den Klavierzyklus Jemné domácí polévky vydáno, die Etüdensammlung Do Czerného! und die Variace na moravskou lidovou píseň für Cello und Klavier. Beim 6. International Dulcimer Festival  erhielt er den zweiten Preis für sein Divertimento for dulcimer, strings and timpani. Iglo ist Mitglied der Zeugen Jehovas.